# BMW M44

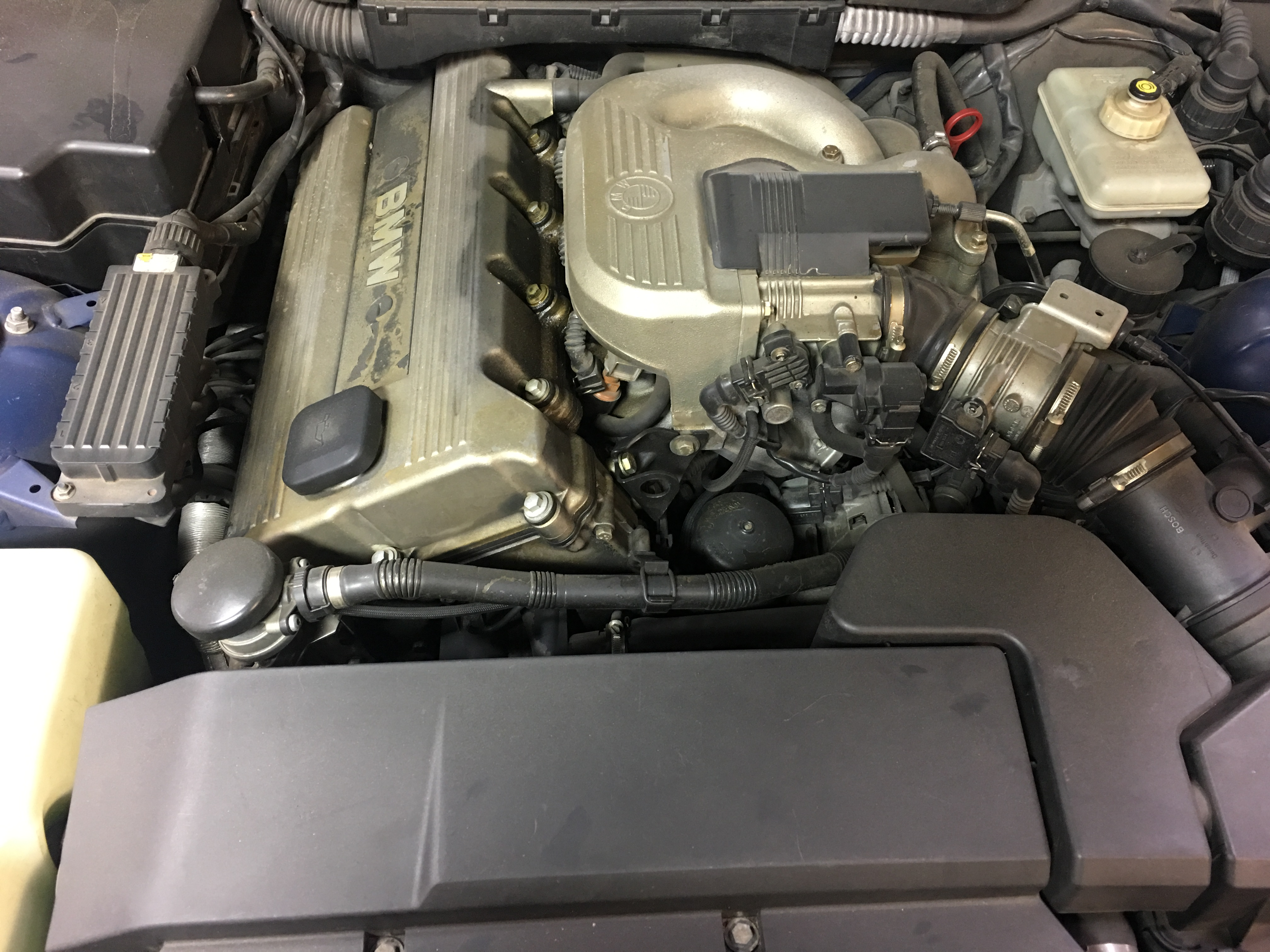
Silnik BMW 318ti M44 1998

BMW M44 – silnik BMW, następca silnika BMW M42. Jest to silnik z dwoma wałkami rozrządu. Był produkowany w latach 1996-2001, i stosowany był w BMW serii 3(E36) oraz BMW Z3 pierwszej generacji.

## M44 B19 - 194S1 (Z3)
| Liczba cylindrów           | 4                                      |
| Średnica cylindrów         | 85 mm                                  |
| Skok tłoka                 | 83,5 mm                                |
| Pojemność                  | 1895 cm³                               |
| Stopień sprężania          | 10,0:1                                 |
| Moc maksymalna             | 103 kW /139 KM przy 6000 obr./min      |
| Obroty maksymalne          | 6000 obr./min (chwilowe 6500 obr./min) |
| Maksymalny moment obrotowy | 180 Nm przy 4300 obr./min              |